# Figlie dello Spirito Santo (Rennes)
Le Figlie dello Spirito Santo (in francese Filles du Saint-Esprit) sono un istituto religioso femminile di diritto pontificio: le suore di questa congregazione, dette Suore Bianche di Bretagna, pospongono al loro nome la sigla F.S.E.

## Storia
La congregazione venne fondata l'8 dicembre 1706 a Légué de Plérin, in Bretagna, dal parroco Jean Leuduger (1649-1722) con l'aiuto di Renée Burel (1682-1720), sua cugina, e di Marie Balavenne (1666-1743), che fu la prima superiora della comunità.
L'istituto, detto originalmente delle Figlie della Carità di Plérin, venne canonicamente eretto dal vescovo di Saint-Brieuc, Louis-François de Vivet de Montclus, il 27 aprile 1733. Le suore della congregazione vennero disperse nel corso della Rivoluzione francese, ma si riorganizzarono agli inizi del XIX secolo e ottennero il riconoscimento civile da Napoleone Bonaparte il 3 novembre 1810. A causa delle leggi anticongregazioniste del 1901 le religiose furono costrette a lasciare la Francia e fondarono comunità in Belgio, Paesi Bassi, Gran Bretagna e Stati Uniti d'America.
Le Figlie dello Spirito Santo hanno ricevuto il pontificio decreto di lode il 12 luglio 1960.

## Attività e diffusione
Le Figlie dello Spirito Santo si dedicano all'istruzione ed educazione cristiana della gioventù e all'assistenza ai poveri e agli ammalati.
Sono presenti in Africa (Burkina Faso, Camerun, Nigeria), in America (Cile, Perù, Stati Uniti d'America)
e in Europa (Belgio, Francia, Gran Bretagna, Irlanda, Paesi Bassi, Romania): la sede generalizia è a Rennes.
Al 31 dicembre 2005 l'istituto contava 1.372 religiose in 194 case.